# Элазар бен-Яир
Элазар бен-Яир — глава сикариев, один из вождей евреев в войне с римлянами 66—73 годов, племянник Менахема бен-Иехуда.
Когда римляне овладели всей Иудеей, Элазар бен-Яир держал оборону в крепости Масада, где возглавлял гарнизон повстанцев с начала осады крепости римлянами вплоть до её падения в 73 году.
В 72 году Масада осталась единственным очагом еврейского восстания, когда Флавий Сильва осадил крепость силами Десятого легиона (сохранились следы восьми лагерей).
Римляне насыпали осадной вал высотой около 70 метров (сохранился до наших дней), по которому передвигался таран.
Иосиф Флавий сообщает, что, когда римлянам удалось пробить брешь в стене крепости, Элазар бен Яир обратился к защитникам Масады и их семьям с призывом убить друг друга, чтобы не попасть в руки римлян.
Сведения об этой речи Элазара бен Яира, возможно, основаны на свидетельстве одной из двух спасшихся женщин, которая принадлежала к семье Элазара бен Яира и спаслась от гибели благодаря тому, что она и пятеро её малолетних детей сумели укрыться в канале водосборника. Последний из девятисот шестидесяти осажденных евреев поджёг крепость и покончил с собой.
Согласно «Иудейской войне» свидетеля и участника войны Иосифа Флавия, Элазар бен Яир был потомком Иуды Галилеянина. Хотя Иосиф Флавий, будучи в римском плену, неодобрительно относился к сикариям, описывая осаду Масады и её падение, он отзывается об Элазаре бен Яире с похвалой. Повествование Иосифа Флавия о Элазаре бен Яире подтвердилось при раскопках Масады, когда был обнаружен остракон с надписью «Бен Яир».